# Crna mačka (Marvel Comics)
Crna mačka (pravo ime Felicia Hardy) je izmišljeni lik, superjunakinja u stripovima u izdanju Marvel Comicsa. Stvorili su ju scenarist Marv Wolfman i crtač Keith Pollard, te se prvi put pojavila u stripu The Amazing Spider-Man, broju 194, u srpnju 1979. godine.
Felicia Hardy je kći svjetski poznatog provalnika. Nakon što je tijekom studija pretrpjela tešku traumu (bila je silovana), izvježbala se u raznim akrobatskim i borilačkim vještinama te pošla očevim stopama, postavši maskirana provalnica pod imenom Crna mačka. S vremenom je upoznala superjunaka Spider-Mana, te su njih dvoje čak i započeli ljubavnu vezu, te se ona vratila na pravu stranu zakona. 
U mnogo detalja, Crna mačka podsjeća na Ženu mačku, mačkastu kradljivicu iz stripova koje izdaje DC Comics.